# Івар Ерікссон
Івар Ерікссон (швед. Ivar Eriksson, 25 грудня 1909 — 12 квітня 1997) — шведський футболіст, що грав на позиції захисника.

## Клубна кар'єра
У дорослому футболі дебютував 1936 року виступами за команду клубу «Сандвікен», кольори якої і захищав протягом усієї своєї кар'єри гравця, що тривала сім років. 

## Виступи за збірну
1937 року дебютував в офіційних матчах у складі національної збірної Швеції. Протягом кар'єри у національній команді, яка тривала 2 роки, провів у формі головної команди країни 4 матчі.
У складі збірної був учасником чемпіонату світу 1938 року у Франції, де взяв участь у всіх трьох матчах — чвертьфіналі проти збірної Куби (перемога 8:0), програному з рахунком 1:5 півфіналі проти збірної Угорщини та програному з рахунком 2:4 збірній Бразилії матчі за третє місце.